# Linda Cristal
Linda Cristal, geboren als Marta Victoria Moya Burges (Rosario, 23 februari 1931 - Beverly Hills, 27 juni 2020) was een Argentijnse actrice. Ze verscheen in een aantal westernfilms in de jaren 1950, voordat ze een Golden Globe Award won voor haar optreden in de komediefilm The Perfect Furlough uit 1958.
Van 1967 tot 1971 speelde Cristal als Victoria Cannon in de NBC-serie The High Chaparral. Voor haar optreden won ze de Golden Globe Award voor «Best Actress - Television Series Drama» in 1970, en ontving ze twee Emmy Award-nominaties.

## Biografie
Het gerucht ging dat ze de dochter was van een Franse vader en een Italiaanse moeder (documenten geven echter aan dat ze Spaans waren: Antonio Moya en Rosario P.), die in 1947 het leven verloren bij een verkeersongeluk, waarbij Cristal de enige overlevende was. Cristal werd geboren in Rosario (Argentinië). Haar vader was een uitgever die het gezin vanwege politieke problemen naar Montevideo, Uruguay verhuisde. Ze werd opgeleid aan het Conservatorium Franklin in Uruguay.
Ze werd ontdekt door de Mexicaanse filmproducent Miguel Alemán Velasco, de zoon van president Miguel Alemán Valdés. Cristal verscheen in films in Argentinië en Mexico voordat ze haar eerste Engelstalige rol op zich nam als Margarita in de westernfilm Comanche uit 1956. Na haar Golden Globe Award voor «New Star of the Year» in The Perfect Furlough (1958) ging Cristal door met rollen in Cry Tough (1959), Legions of the Nile (1959), The Pharaohs' Woman (1960) en werd gevraagd door John Wayne om de rol van Flaca te spelen in zijn epische The Alamo (1960). In 1961 had ze een sleutelrol in de western Two Rode Together.
Samen met deze en andere filmrollen verscheen Cristal in afleveringen van netwerktelevisieseries. Ze speelde een ontvoerde gravin naast Eric Fleming en Clint Eastwood in een aflevering van Rawhide uit 1959. Ze had ook een rol als vrouwelijke matador in The Tab Hunter Show van NBC. Ze verscheen ook in een aflevering City Beneath the Sea uit 1964, in Voyage to the Bottom of the Sea en tal van andere tv-afleveringen.
Cristal ging in 1964 met pensioen om haar twee kinderen op te voeden. Ze werd uit haar pensioen gehaald toen ze het laatste castlid werd dat als vaste klant werd toegevoegd aan de NBC-serie The High Chaparral (1967-1971). Wereldwijde bekendheid kreeg ze met haar optreden in de serie als Victoria Cannon-Montoya, de tweede echtgenote van de veehouder Big John Cannon (Leif Erickson), die haar nog twee Golden Globe-nominaties opleverde (gewonnen «Best Actress - Television Drama» in 1968) en twee Emmy Award-nominaties.
Cristal werkte na The High Chaparral spaarzaam, in slechts enkele televisie- en filmrollen, zoals de film Mr. Majestyk (1974) en de televisieminiserie Condominium (1980). Zij verscheen in 1985 voor het laatst, in de hoofdrol van Victoria 'Rossé' Wilson in de Argentijnse televisieserie Rossé.
Het Duitse tijdschrift Bravo verleende haar naar aanleiding van een stemming onder de lezers als populairste vrouwelijke tv-ster in 1970 de Zilveren Otto en in 1972 de Bronzen Otto. In 1970 ontving ze een Bambi.

## Privéleven
Cristals huwelijk uit 1950 werd na vijf dagen ontbonden. Op 24 april 1958 trouwde ze in Pomona (Californië) met de zakenman Robert Champion. Ze scheidden op 9 december 1959. In 1960 trouwde ze met Yale Wexler (twee zoons), een voormalig acteur die in onroerend goed werkte. Ze scheidden in december 1966.
Cristal overleed op 27 juni 2020 op 89-jarige leeftijd in haar huis in Beverly Hills, Californië.

## Filmografie
- 1953: El lunar de la familia
- 1953: Genio y figura
- 1954: Con el diablo en el cuerpo
- 1955: El 7 leguas
- 1956: Comanche
- 1956: Enemigos
- 1957: El diablo desaparece
- 1958: The Last of the Fast Guns
- 1958: The Fiend Who Walked the West
- 1958: The Perfect Furlough
- 1959: Siete pecados
- 1959: Cry Tough
- 1959: Le legioni di Cleopatra
- 1960: The Alamo
- 1960: La donna dei faraoni
- 1961: Two Rode Together
- 1963: General Hospital (serie)
- 1964: Le verdi bandiere di Allah
- 1968: Panic in the City
- 1967–1971: The High Chaparral (serie)
- 1972: Call Holme
- 1974: El Chofer (serie)
- 1974: Mr. Majestyk
- 1975: The Dead Don't Die
- 1977: Love and the Midnight Auto Supply
- 1980: Condominium
- 1981: The Love Boat
- 1985: Rossé (serie)

- Biblioteca Nacional de España: XX1520933
- Bibliothèque nationale de France: cb14167357m (data)
- Gemeinsame Normdatei: 1277668779
- International Standard Name Identifier: 0000 0000 7824 4348
- Library of Congress Control Number: no2003039219
- Istituto Centrale per il Catalogo Unico: MILV261318
- SNAC: w63g872d
- Système universitaire de documentation: 245258558
- Virtual International Authority File: 16910195
- WorldCat: E39PBJjMCwrkRHmyCCrp3hQQbd